# Yauyupe
Yauyupe é uma cidade hondurenha do departamento de El Paraíso.